# Dalmazzo VII de Roccabertí
Dalmazzo VII di Roccaberti (in catalano Dalmau VII de Rocaberti; ... – 1324) è stato un nobile e condottiero spagnolo, visconte di Roccaberti dal 1309 al 1324.

## Biografia
Fu militare e uomo di fiducia di Giacomo II d'Aragona nonché uno dei protagonisti durante la conquista aragonese della Sardegna. Assieme allo zio Gherardo di Roccaberti guidò una spedizione con 2 000 fanti e 200 cavalieri alla conquista di Quartu e all'assedio di Castel di Castro, morendo poco dopo la battaglia di Lucocisterna.